# Ito Aghayere
Ito Aghayere (Edmonton, 12 ottobre 1988) è un'attrice nigeriana naturalizzata canadese e statunitense, attiva al cinema, a teatro e in televisione e nota per aver interpretato Maya Jacobs nella serie televisiva Carol's Second Act e Guinan da giovane nella seconda stagione della serie televisiva Star Trek: Picard.

## Biografia
Ito Aghayere è nata a Edmonton, nello stato dell'Alberta, in Canada, e ha trascorso la sua infanzia a Toronto, trasferendosi poi a Rochester, New York, negli Stati Uniti, e nella Carolina del Nord, dove ha avuto modo di studiare alla Duke University, dove ha conseguito la laurea in scienze politiche con una specializzazione in studi teatrali. La Aghayere ha inoltre studiato Belle Arti alla Columbia University, dove ha conseguito un Master. Ha passaporto nigeriano, canadese e statunitense, possedendo la cittadinanza di tutti e tre i paesi. Parla quattro lingue: mandarino, francese, cinese e inglese.
Dopo la laurea in Scienza politiche lavora per un breve periodo alla Casa Bianca, durante l'amministrazione Obama, prima di intraprendere la carriera attoriale. Artisticamente debutta infatti a Broadway nel 2016, facendosi poi un nome grazie alla sua partecipazione alla commedia di Ayad Akhar Junk. Tra 2019 e 2020 prende parte a 18 episodi della serie televisiva Carol's Second Act, dove interpreta la dottoressa Maya Jacobs, una capochiurgo con l'incarico di supervisionare la protagonista della serie, Carol Kenney (Patricia Heaton) e tre stagisti.
Nel 2022 interpreta il personaggio reso celebre da Whoopi Goldberg nella serie televisiva Star Trek: The Next Generation della barista dell'Enterprise D, l'El-Auriana Guinan, da giovane, nella seconda stagione di Star Trek: Picard, settima serie live action del franchise di fantascienza Star Trek, che vede il ritorno del capitano Jean-Luc Picard (Patrick Stewart) protagonista di nuove avventure. Quando ha fatto il provino per la parte, Ito Aghayere non aveva la minima idea per quale personaggio fosse, in particolare non sapeva che avrebbe interpretato proprio Guinan, né che si trattava di una produzione del franchise di Star Trek, cosa che ha saputo solamente il giorno del suo incontro don i produttori della serie: "Al tempo, il nome del mio personaggio era Gwen e dovevo provare a far uscire dal mio bar un tizio di nome John. Tutto ciò che sapevo era che capivo la sua amarezza, il suo disappunto e la sua paura di sperare nel mondo che la circonda".

## Vita privata
Il 30 ottobre 2021 l'attrice si è sposata con il regista, scrittore e produttore Leon Hendrix III a Durham, nello stato di New York. I due si sono conosciuti quando entrambi frequentavano la Columbia University e in seguito si sono frequentati fino a quando, nel 2019, durante una vacanza a Roma, lui le ha proposto di sposarlo. Il matrimonio, in stile anni venti, era inizialmente programmato per la primavera del 2021, ma, a causa della pandemia di COVID-19, i due hanno dovuto rimandarlo all'autunno dello stesso anno. Il 14 febbraio 2022 la rivista Vogue ha dedicato un servizio fotografico alla loro cerimonia di nozze.

## Filmografia

### Cinema
- Night Home, regia di Gary Breslin - cortometraggio (2010)
- Wet Behind the Ears, regia di Sloan Copeland (2013)
- La truffa dei Logan (Logan Lucky), regia di Steven Soderbergh (2017)
- Right Song, Wrong Chord, regia di Judith Adong (2017)
- Goldie, regia di Sam de Jong (2019)

### Televisione
- Unforgettable - serie TV, episodi 2x07-2x10-3x10 (2013-2014)
- Orange Is the New Black - serie TV, episodio 2x01 (2014)
- The Knick - serie TV, episodio 1x03 (2014)
- Forever - serie TV, episodio 1x15 (2015)
- BrainDead: Alieni a Washington (BrainDead) - serie TV, episodio 1x15 (2016)
- Elementary - serie TV, episodio 5x08 (2016)
- Falling Water - serie TV, episodio 1x07 (2016)
- The Blacklist - serie TV, episodio 4x11 (2017)
- Doubt - L'arte del dubbio (Doubt) - serie TV, episodio 1x05 (2017)
- Master of None - serie TV, episodio 2x06 (2017)
- Instinct - serie TV, episodio 1x07 (2017)
- Carol's Second Act - serie TV, 18 episodi (2019-2020)
- It's A Man's World - serie TV, episodio 1x01 (2020)
- 9-1-1: Lone Star - serie TV, episodio 2x07 (2021)
- Star Trek: Picard - serie TV, episodi 2x04-2x07-2x08 (2022)

## Teatro (parziale)
- The Liquid Plain (2015)
- Three Days to See (2015)
- Familiar (2016)
- Junk (2017-2018)
- Bernhardt/Hamlet (2018)
- Mlima's Tale (2018)

## Riconoscimenti
- Audelco Award
  - 2016 – Candidatura alla migliore attrice non protagonista per Familiar[5]
- Lucille Lortel Awards
  - 2016 – Candidatura alla migliore attrice protagonista in una commedia per Familiar[5]

## Doppiatrici italiane
- Chiara Gioncardi in La truffa dei Logan
- Rachele Paolelli in Star Trek: Picard